# کوبا کویندردی
کوبا کویندردی (انگلیسی: Koba Koindredi؛ زادهٔ ۲۷ اکتبر ۲۰۰۱) بازیکن فوتبال اهل فرانسه است.
وی همچنین در تیم‌های ملی فوتبال زیر ۱۷ سال فرانسه، زیر ۱۸ سال فرانسه، و زیر ۱۹ سال فرانسه بازی کرده‌است.